# Premi Ig Nobel

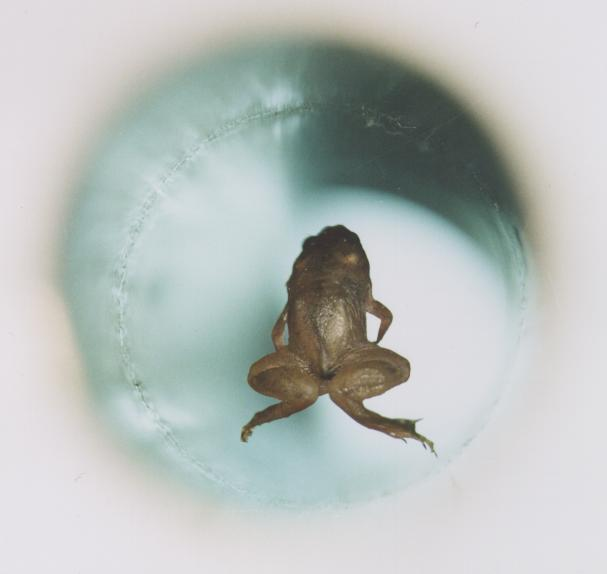
Granota volant. Una granota viva levitant magnèticament, un experiment d'André Geim de la Universitat de Nimega i Sir Michael Berry de la Universitat de Bristol, guanyadors del Ig Nobel en física l'any 2000.

Els premis Ig Nobel són una paròdia dels premis Nobel que sol resoldre's en les mateixes dates que els premis originals, aproximadament en el mes d'octubre. Estan organitzats per la revista d'humor científica Annals of Improbable Research (AIR), i co-patrocinats per diverses societats que ostenten la paraula Harvard en la seva denominació, com The Harvard Computer Society o The Harvard-Radcliffe Society of Physics Students. La gal·la de lliurament es realitza en el Sanders Theatre, de la Universitat Harvard.
La seva acceptació i popularitat des de la seva institució en 1991 és creixent amb el pas del temps. Aquests premis guardonen els assoliments d'investigacions que "primer poden provocar el riure, però després fan que les persones pensin".
Els premis pretenen celebrar allò inusual, honrar la imaginació i estimular l'interès de tots per la ciència, la medicina, i la tecnologia. En anglès Ig Nobel es pronuncia igual que ignoble, que significa "innoble", d'aquí el nom.

## 2007
- Pau. El guanyador fou el Laboratori de la Força Aèria Patterson Wright, a Dayton (Ohio), que va sospesar la possibilitat de fabricar una 'bomba gai' per a provocar l'homosexualitat en l'enemic i amb això minar la moral i la disciplina de les tropes.[1]

- Lingüística. Juan Manuel Toro, Josep Trobalon i Nuria Sebastián Gallés, de la Universitat de Barcelona, van dur a terme un estudi que demostra que les rates de vegades no distingeixen entre el japonès i l'holandès quan les persones parlen aquestes llengües a l'inrevés.[2]

- Aviació. Els argentins Patrícia Agostino, Santiago Pla i Diego Golombek, per descobrir que els hàmsters es recuperen millor del desfasament horari si prèviament prenen viagra.[3]

- Medicina. Al britànic Brian Witcombe i el nord-americà Dan Meyer per una anàlisi dels efectes secundaris d'introduir-se espases per la gola. Van arribar a la conclusió que ocasionaven irritacions. Referent a això, van presentar el cas d'un home que es va fer mal a l'esòfag i a qui se li va inflamar la membrana protectora dels pulmons "quan el va distreure un papagai que tenia a l'espatlla i que s'estava portant malament". També van relatar el d'una ballarina del ventre que va sofrir una hemorràgia "quan una persona li va col·locar bitllets a la cintura, el que va fer que es tallés amb les tres fulles que tenia a l'esòfag".[4]

- Química. La japonesa Mayu Yamamoto pel seu mètode per a extreure essència de vainilla dels excrements de la vaca.[5][6]

- Física. L. Mahadevan, de la Universitat Harvard, i Enrique Truja Villablanca, de la Universitat de Santiago, a Xile, van ser reconeguts pel seu estudi sobre com s'arruguen els llençols.[7][8]

- Economia al taiwanès Kuo Cheng Hsieh, que va patentar un dispositiu que llança una xarxa per a capturar atracadors de bancs.[9]

- Biologia l'holandesa Johanna van Bronswijk per realitzar un cens dels àcars, aranyes, crustacis, bacteris, algues i fongs que resideixen en els llits dels éssers humans.[10][11]

- Literatura (anglesa) ha recaigut en Glenda Browne, d'Austràlia, pel seu estudi de la paraula 'the' (es tradueix, segons els casos, per 'el', 'la', 'els' i 'les') i els problemes que causa la seva indexació.[12]
- Nutrició Brian Wansink, de la Universitat Cornell, per estudiar l'apetit de les persones, en donar-los un plat de sopa sense fons el contingut del qual mai s'acabava.[13]

## 2008
Van ser lliurats el dia 2 d'octubre:
- Pau: El Comitè Federal Suís d'Ètica sobre Tecnologia no Humana, i la resta de ciutadans suïssos, per aprovar a l'abril passat el principi legal que les plantes tenen dignitat.[15]

- Literatura: El britànic David Sims, de la Cass Business School de Londres, pel seu estudi Bastard: Una Exploració Narrativa de l'Experiència de la Indignació dintre de les Organitzacions.[16]

- Medicina: El nord-americà Dan Ariely, per demostrar que els placebos cars són més efectius que els placebos barats.[17]

- Ciències cognitives: Toshiyuki Nakagaki, Hiroyasu Yamada, Ryo Kobayashi, Atsushi Tero i Akio Ishiguro, tots ells japonesos, i Ágota Tóth, hongarès, per demostrar que la floridura mucilaginosa pot resoldre trencaclosques.[18]

- Nutrició: Maximiliano Zampini i Charles Spencer, per demostrar que el menjar és més bo si és cruixent.[19]

- Biologia: Marie-Christine Cadiergues, Christel Joubert i Michel Franc per demostrar que les puces salten més sobre els gossos que sobre els gats.[20]

- Química: Els nord-americans Sheree Umpierre, Joseph Hill i Deborah Anderson, per descobrir que la Coca-cola és un espermicida efectiu i els taiwanesos C.I. Hong, C. c. Shieh, P. Wu i B.N. Chiang, per descobrir just el contrari.[21][22]

- Física: Els nord-americans Dorian Raymer i Douglas Smith, per provar que un munt de cordes, pèls o qualsevol altra cosa acaba embullant-se i formant nusos.[23]

- Arqueologia: Astolfo Gomes de Mello Araujo i José Carlos Marcelino per descobrir fins a quin punt els armadillos poden desordenar les restes en una excavació arqueològica.[24]

- Economia: Geoffrey Miler, Joshua Tyber i Brent Jordan per descobrir que els guanys d'una ballarina de striptease depenen del seu cicle menstrual.[25]

## 2009
Foren entregats el dia 2 d'octubre:
- Veterinària: Catherine Douglas i Peter Rowlinson de la Universitat de Newcastle, Newcastle-Upon-Tyne, per demostrar que les vaques a qui els seus amos li han posat nom donen més llet que les que no tenen nom.[26]

- Pau: Stephan Bolliger, Steffen Ross, Lars Oesterhelweg, Michael Thali i Beat Kneubuehl de la Universitat de Berna, Suïssa, per determinar ―experimentalment― si és millor ser colpejat al cap amb una botella de cervesa plena o amb una de buida.[27]

- Economia: Els directors, executius i auditors de quatre bancs islandesos ―Kaupthing Bank, Landsbanki, Glitnir Bank i Central Bank of Iceland― per demostrar que quatre bancs petits poden transformar-se ràpidament en enormes bancs, i a l'inrevés, i per demostrar que això també pot fer-se amb tota l'economia d'un país.

- Química: Javier Morales, Miguel Apátiga, i Victor M. Castaño de la Universidad Nacional Autónoma de México, per crear diamants a partir de líquid, concretament, de tequila.

- Medicina: Donald L. Unger, de Thousand Oaks, Califòrnia, Estats Units, per investigar una possible causa d'artritis als dits, cruxint-se diligentment els artells de la mà esquerra, però mai els de la dreta, diàriament durant 60 anys.[28]

- Física: Katherine K. Whitcome de la Universidad de Cincinnati, Estats Units, Daniel E. Lieberman de la Universitat Harvard, Estats Units, i Liza J. Shapiro de la Universitat de Texas, Estados Unidos, per determinar analíticament perquè les embarassades no cauen cap endavant.[29]

- Literatura: A la policia d'Irlanda (Garda Síochána), per escriure i presentar més de 50 multes al conductor amb més infraccions del país ―Prawo Jazdy― que en polonès significa… «Carnet de conduir».[30]

- Salut pública: Elena N. Bodnar, Raphael C. Lee, i Sandra Marijan de Chicago, Illinois, Estats Units, per inventar un sostenidor que, en cas d'emergència, pot convertir-se ràpidament en un parell de màscares de gas, una per a la portadora del sostenidor i una altra per algú pròxim a ella.

- Matemàtiques: Gideon Gono, governador del Zimbabwe Reserve Bank, per donar a la gent un senzill i quotidià mètode per a fer-se amb un gran rang de números -dels més petits als més grans- al fer que el seu banc emeti bitllets que van des del cèntim (0,01) fins als cent bilions de dòlars (100 000 000 000 000).

- Biologia: Fumiaki Taguchi, Song Guofu i Zhang Guanglei de la Kitasato University Graduate School of Medical Sciences a Sagamihara, Japó, per demostrar que la massa dels residus de cuina pot reduir-se en més d'un 90% utilitzant bacteris extrets de la femta de pandes gegants.[31][32]